# Швадерлох
Швадерлох (нем. Schwaderloch) — коммуна в Швейцарии, в кантоне Аргау.
Входит в состав округа Лауфенбург.  Население составляет 684 человека (на 31 декабря 2007 года). Официальный код  —  4176.